# Acer ukurunduense
Acer ukurunduense — вид квіткових рослин із роду клен (Acer).

## Морфологічна характеристика

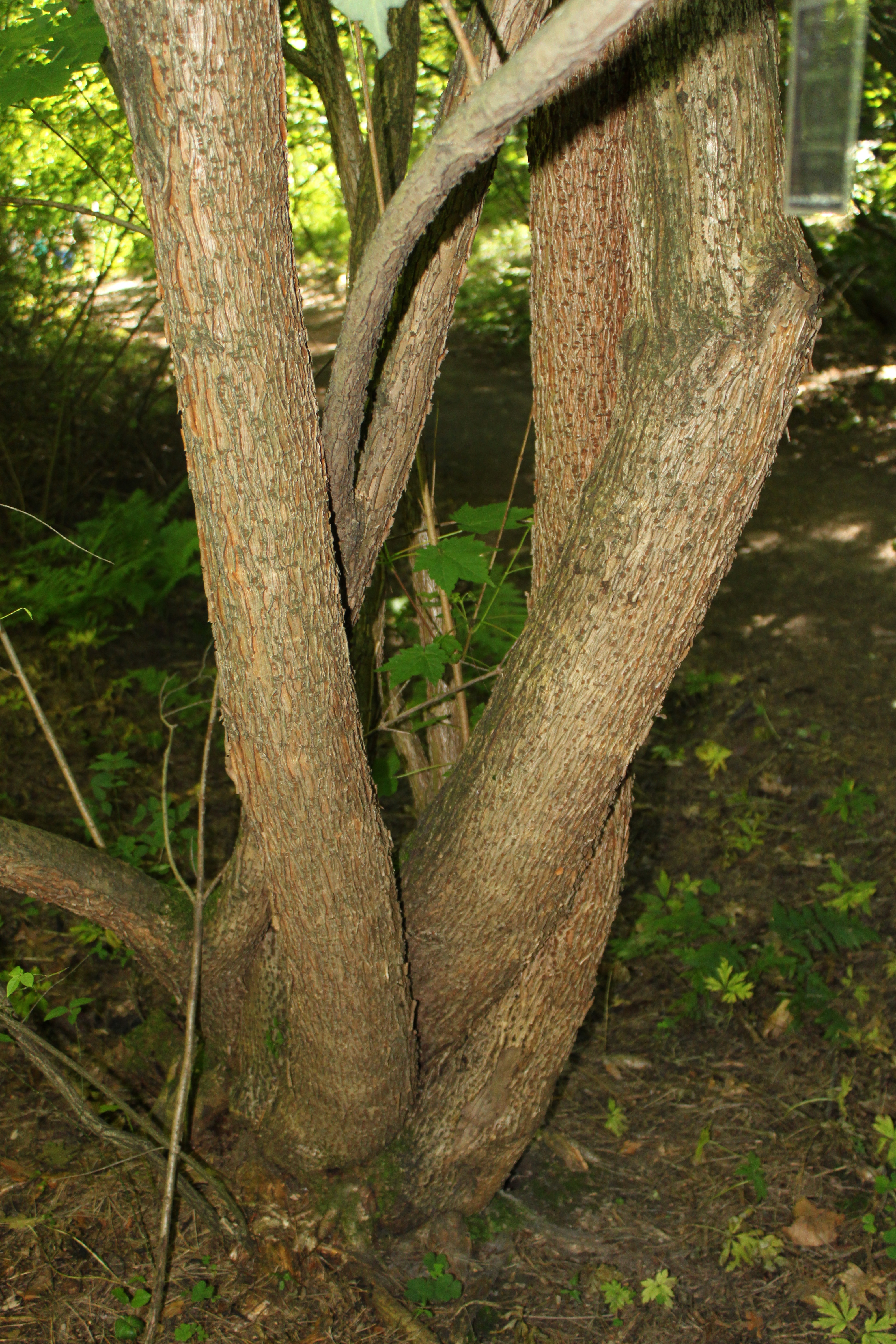
Стовбур

Вид може досягати від 10 до 14 м у висоту. Кора світло-сірувато-коричнева, злегка тріщинувата. Гілочки світло-сірувато-коричневі чи пурпурувато-коричневі, голі. Листки опадні: листкові ніжки 5–8 см завдовжки, злегка запушені чи голі; листова пластинка зверху темно-зелена й ± голі, знизу густо-жовтувато-запушена, 10–12 × 7–9 см, 5(чи 7)-лопатеві; частки широко-яйцеподібні, рідше трикутно-яйцеподібні, край грубопилчастий, з широкими гострими або ± тупими зубцями, верхівка загострена. Суцвіття верхівкові, випростані, китицеподібні, компактні. Чашолистків 5, ланцетні, ≈ 2 мм, ззовні запушені. Пелюсток 5, вузько-прямоланцетних, ≈ 3 мм. Тичинок 8 або 7–10. Горішки плоскі, ≈ 6 мм в діаметрі, запушені, крило з горішком 15–20 × ≈ 6 мм, крила розправлені прямо. Період цвітіння: травень; період плодоношення: вересень. 2n = 26.

## Поширення й екологія
Ареал: Китай (Хейлунцзян, Ляонін, Цзілінь), Японія, Південна й північна Корея, Російський Далекий Схід. Вид зростає на висотах від 500 до 2500 метрів. Цей вид росте у хвойних чи змішаних лісах і заростях на кам'янистих схилах, берегах річок і річкових терасах.

## Використання
Вид вирощується як декоративний.